# G'nort
G'nort (si pronuncia "Nort") Esplanade G'neesmacher è un personaggio dei fumetti DC Comics, creato da Keith Giffen e J.M. DeMatteis, durante il loro periodo sulla serie Justice League.
G'nort è un supereroe, che è stato un membro del Corpo delle Lanterne Verdi e successivamente dei Darkstars. Ha le sembianze di un cane umanoide, è un pasticcione ed è generalmente inviso agli altri eroi; infatti, è solitamente descritto come un perdente ed è solitamente utilizzato come soccorso cosmico. Fu anche un membro della Justice League Antartica. Nonostante appaia come un personaggio risibile, è divenuto in qualche modo un personaggio di culto tra i lettori dei fumetti.

## Biografia del personaggio
Hal Jordan spiegò che G'Nort divenne una Lanterna Verde a causa dell'influenza di un suo parente, che era un famoso membro del Corpo. Nonostante la sua ovvia intelligenza limitata (non era sufficientemente intelligente da leggere una mappa) e mancanza profonda di ogni giudizio tattico, il personaggio veniva costantemente descritto come coraggioso, leale ed onorevole. Questo fatto verrà trascurato da molti eroi, sebbene Superman lo puntualizzò in alcune occasioni.
Agli inizi della sua carriera, G'nort finì inavvertitamente per prendere parte nella battaglia della League contro il pianeta dei Manhunters.

### Lavorando con la League
L'arci nemico di G'nort, Skarlet Skier (un personaggio simile al Silver Surfer della Marvel), è descritto come l'unico nemico che G'nort tentò di acchiappare in tutta la sua carriera. Anche lui un idiota, Skier fu erroneamente scambiato per un senzatetto che viveva nella metropolitana. Sia G'nort che Skier furono membri fondatori della Justice League Antartica, creata da Maxwell Lord con lo scopo di tenere entrambi e la riformata Lega dell'ingiustizia lontani dalla sua strada.
La League, incluso G'nort, trovò il quartier generale sovraffollato di pinguini killer. I loro nemici furono infine distrutti, ma non prima che l'intero edificio fosse demolito. G'nort tenne i suoi compagni in vita con il suo anello finché non giunsero gli aiuti.
G'nort fu anche inviato in missione per salvare Mister Miracle dal mercante interstellare Manga Khan. Viaggiando in una navicella spaziale, G'nort lavorò con Big Barda, Martian Manhunter, e Dmitri dei Rocket Red. Catturarono Khan e sopravvissero al tentativo di assassinio da parte del killer da loro assunto, Lobo.
G'nort assistette la League, questa volta consistente di Manhunter, Crimson Fox e Ice, quando Mr. Nebula, il vecchio capo di Skier, voltò la sua pericolosa cosmica attenzione potenziale verso la Terra.
G'nort si vide come un "Lanterna Verde in generale" cioè non limitato ad un solo settore. La missione che ebbe più successo (a parte la cattura di Skier) fu quando una gang di gatti umanoidi ladri di banche si arresero non appena comparve.

### La battaglia di Qward
Si scoprì che a G'nort e a suo zio G'newman furono dati gli anelli dai Poglachiani, che sostituivano i Guardiani mentre quelli veri si trovavano con le Zamarons. Essendo una razza di clown, i Poglachiani diedero gli anelli a coloro che pensavano li avrebbero utilizzati in modo divertente. Erano in realtà le pedine dei Guerrieri di Qward, che speravano di screditare il nome del Corpo delle Lanterne Verdi associandolo al termine "idioti". G'nort lavorò con Guy Gardner, finendo lui stesso su Qward in Green Lantern n. 12 nel maggio '91, sebbene perse il suo anello del potere qwardiano. Il loro confronto contro un Sinestro qwardiano finì male. Dovendo affrontare la minaccia di morte del suo amato zio, G'nort dovette tradire l'ubicazione di Hal Jordan.
Poco dopo, senza poteri ma libero dalle celle qwardiane, G'nort sentì l'odore del soldato che prese il suo anello e ne seguì le tracce. Il soldato fece l'errore di soverchiare G'nort e di vantarsi dei modi in cui voleva uccidere Guy distruggendo la fonte del suo vero potere. I due tornarono nello spazio quando un'esplosione devastò tutta l'area locale. Dopo, Guy Gardner riluttante raccontò che il vero eroe su Qward fu G'nort, il che gli valse lo status di vera Lanterna Verde.

### Post-League
G'nort presumibilmente perse il suo anello durante Emerald Twilight e successivamente (come molte ex Lanterne) si unì ai Darkstars. Indossava ancora la sua uniforme Darkstar quando l'organizzazione collassò, e fu catturato da Manga Khan per fare uno scambio con Maxwell Lord in cambio di L-Ron. Naturalmente si rivelò un insuccesso.
G'nort fu visto come unico Super Amico Antartica, esattamente dove lo voleva Maxwell Lord. Comparve più tardi nella miniserie "Guy Gardner: Collateral Damage", dove il suo mondo fu distrutto dalla guerra tra i pianeti Rann e Thanagar. Il personaggio fu disegnato con uno sguardo più serio in questa storia, dopo aver sofferto la perdita della sua famiglia.
In Green Lantern: Sinestro Corps Secret Files & Origins n. 1, G'nort fu messo in lista come "presumibilmente morto". Quando gli chiesero se G'nort sarebbe comparso in La notte più profonda come membro del Corpo delle Lanterne Nere durante il San Diego Comic Con nel 2009, Geoff Johns rispose che il personaggio non era morto e che era perso in azione.

## Versioni alternative

### Superamici
In una dimensione alternativa visitata dai Superamici in I Can't Believe It's Not the Justice League, popolati da controparti invertite dei personaggi principali dell'Universo DC, G'nort è un gigante infestato di pulci, il cui corpo è utilizzato come campo di battaglia.

### Justice League Unlimited
Nel fumetto spin-off Justice League Unlimited G'nort comincia la sua carriera come una Lanterna Verde cadetto qualsiasi, nipote del famoso G'newt ma senza nessuna abilità o talento. Viene portato su Qward da John Stewart insieme ad altre Lanterne Verdi per fermare il piano di Sinestro di distruggere Oa, colpendolo con spari di anti-materia. Nonostante i pregiudizi di Boodikka contro la recluta, G'nort riusciva a badare a sé stesso in battaglia, e riuscì a sopraffare G'newt come partner e complice di Sinestro. I Guardiani, impressionati dal suo coraggio, gli diedero il settore di G'newt, ora deposto, da pattugliare.

## Altri media

### Televisione
G'nort comparve nell'episodio "The Eye of Despero" della serie animata Batman: The Brave and the Bold. Lui, Sinestro e Guy Gardner lavorarono con Batman per fermare Despero. Le sue origini furono le stesse descritte nei fumetti, infatti Sinestro menzionò che G'nort fu "spinto" da suo zio a frequentare un addestramento da Lanterna Verde. Sebbene G'nort fu inizialmente presentato come un incompetente, si dimostrò vitale nell'aiutare Batman contro Mogo, ora sotto controllo mentale, prosciugandogli la batteria personale. Non ricordando il giuramento necessario per ricaricare l'anello del potere, G'nort lo pronunciò lo stesso leggendo il testo che aveva scritto sul braccio. Dopo che Batman si complimentò con lui due volte e lo aiutò a guadagnarsi il rispetto del Corpo, G'nort gli salì sul braccio e lo leccò, solo per sentirsi dire "Non leccarmi".